# Adolf von Seefried auf Buttenheim

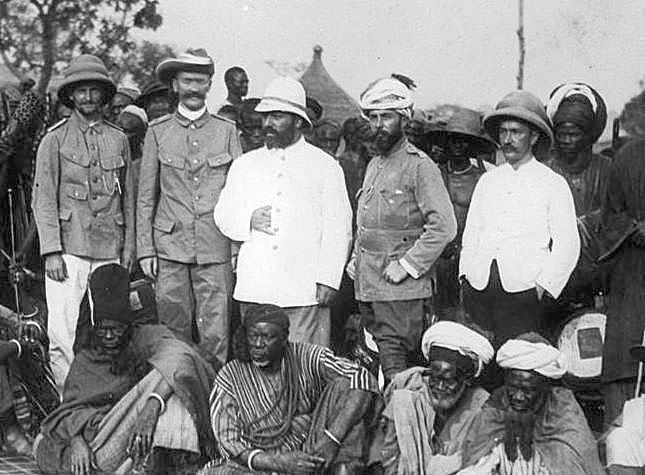
Laut Peter Sebald von links nach rechts die Kolonialbeamten Friedrich Rigler, Adolf von Seefried, August Köhler, Valentin von Massow und Hermann Kersting. Die Afrikaner auf dem Bild bleiben wie so häufig in der kolonialen Geschichtsschreibung namenlos.

Adolf Max Emil Freiherr von Seefried auf Buttenheim (* 15. März 1873 in Bamberg; † 1914 in Togo) war ein deutscher Hauptmann und Kolonialbeamter.

## Leben
Seefried trat nach seiner Schulausbildung in die Bayerische Armee ein und wurde 1894 zum Leutnant im 8. Infanterie-Regiment befördert. Im Jahr darauf trat er in den Kolonialdienst des Auswärtigen Amtes über und tat zunächst in verschiedenen Funktionen Dienst in der Verwaltung der Deutschen Kolonie Togo. So war er vom 7. Juli 1896 bis zum 30. Mai 1899 und vom 9. August 1899 bis zum 12. Februar 1900 als Kommandeur der Polizeitruppe der Kolonie eingesetzt.
Von Dezember 1900 bis September 1901 wurde Seefried unter der Leitung von Leopold Ambronn in astronomischen Längen- und Breitenbestimmungen an der Universitäts-Sternwarte Göttingen ausgebildet. Nach seiner Rückkehr nach Togo später im selben Jahr war er folgerichtig im Vermessungsdienst tätig und zwar zunächst von Oktober 1901 bis September 1902 als Kommissar bei der deutsch-britischen Grenzkommission zur Aufteilung der „neutralen Zone“ von Togoland unter der Leitung des späteren Gouverneurs von Togo Julius von Zech auf Neuhofen. Von Mai bis Oktober 1904 folgte die zweite Begehung und Vermarkung der deutsch-englischen Kitta-Bezirksgrenze mit Ausnahme des strittigen Teils im Gebiet des Akka-Flusses und anschließend bis Dezember 1904 zur Aufteilung und Vermarkung der neutrale Zone. Zu dieser Zeit war Seefried bereits zum Hauptmann befördert worden. Von September 1905 bis April 1907 war er als Leiter der deutsch-französischen Ostkamerun-Grenzexpedition zwischen dem östlichen Kamerun und dem Ubangi-Schari-Territorium (auch: Französisch-Kongo - französisch: Congo français) eingesetzt. Von September 1908 bis Dezember 1909 war er noch Leiter der Grenzvermessung von Ost- und Nordtogo gegen die französische Kolonie Dahomey.
Ab 1910 wurde Seefried dann als Stationsleiter des Bezirks Mangu-Jendi eingesetzt. Er starb 1914 nach Beginn der Kampfhandlungen während des Ersten Weltkriegs. Die näheren Todesumstände sind nicht bekannt, anscheinend fiel er im Kampf.

## Weitere Tätigkeiten
Zeitweise war Seefried auch als Adjutant des Gouverneurs von Togo Julius von Zech auf Neuhofen kommandiert.
Seefried sammelte in Togo und Ostkamerun umfangreich geologische Objekte und beteiligte sich, unter anderem photographisch, auch an der geographischen und meteorologischen Erforschung Togos.

## Schriften
Veröffentlicht in den Mitteilungen aus den deutschen Schutzgebieten:
- Beitrag zur Geologie des Schutzgebiets Togo. Band  XI, 1898.
- Untersuchungen über die Natur der Harmattantrübe. Band XXVI, 1913.